# Tabanus zancala
Tabanus zancala är en tvåvingeart som först beskrevs av Philip 1954.  Tabanus zancala ingår i släktet Tabanus och familjen bromsar. Inga underarter finns listade i Catalogue of Life.